# Professor Green
Stephen Paul Manderson, (n. 27 noiembrie 1983, Greater London, Anglia, Regatul Unit) cunoscut sub numele de Professor Green sau simplu Pro Green, este un rapper, actor și compozitor britanic. El a devenit faimos în 2008 odată cu câștigarea unui concurs de battle rap, acesta primind distincția de "Cel mai bun rapper britanic". Este prezentatorul emisiunii TV Lip Sync Battle, din Marea Britanie.
În 2006 a lansat primul său mixtape, Lecture #1. După prima sa casa de discuri, The Beats, acesta a produs pe cont propriu un EP numit The Green EP. După ce a concertat cu Lily Allen a semnat cu Virgin Records și a lansat "I Need You Tonight", cu Ed Drewett. De asemenea, el s-a alăturat cu Allen pe al doilea single "Just Be Good to Green".
Pe 23 mai 2009, Professor Green a fost atacat cu mai multe sticle sparte în clubul de noapte Cargo din Shoreditch, East London. Acesta a fost la un pas de moarte. El are un tatuaj "norocos", unde a fost înjunghiat cu o sticlă, deși tatuajul a fost înainte de atacul de la gât. A fost la doar 3 mm de vena aorta și de moarte. Atacatorul său a fost ulterior condamnat pentru crimă și condamnat la opt ani de închisoare.
În iulie 2010, Professor Green a lansat albumul de debut Alive Till I'm Dead, unde îi regăsim si pe Lily Allen, Emeli Sandé, Fink, Labrinth și Example precum și The Streets. El a continuat cu albumul At Your Inconvenience în octombrie 2011, și Growing Up In Public în septembrie 2014.
Pe 25 martie 2013, acesta anunță oficial logodna cu modelul și actrița britanică Millie Mackintosh. Nunta a avut loc în data de 10 septembrie 2013, la Babington House Somerest. În 2015, apar primele speculații de divorț în presă, în ciuda faptului ca cei doi păreau mai fericiți ca niciodată. Professor Green și Millie Mackintosh anunță oficial despărțirea lor pe 20 februarie 2016, motivul principal fiind neînțelegerile pe tema unui viitor copil. Rapperul își dorea foarte mult un copil în timp ce soția sa nu se grăbea să facă acest pas.
În mai 2013, Professor Green a fost spitalizat de urgență după ce a fost strivit între două automobile. La 24 mai 2013, Professor Green a fost strivit între două mașini Mercedes atunci când călătorea pentru a efectua un show live la Hartpury College din Gloucester..
Pe data de 30 noiembrie 2013, Professor Green a fost arestat. Acesta a fost acuzat de influențare a cursului justiției.
În septemberie 2015, Green scrie prima sa carte, autobiografia intitulată ''Lucky''.

## Biografie

### Copilăria
Professor Green s-a născut în data de 27 noiembrie 1983 în Hackney, Londra, Regatul Unit. Mama sa avea 16 ani cănd l-a născut. Părinții săi s-au despărțit la puțin timp după, iar el a fost crescut de bunica sa, Patricia. Acesta a fost nevoit sa vândă droguri încâ de la o vârstă fragedă pentru a-și câștiga existența. Professor Green a vorbit în repetate rânduri despre relația foarte complicată cu tatăl său. Aceștia s-au văzut ultima oară atunci când Green împlinise 18 ani. În 2008, tatăl său, Peter Manderson, s-a sinucis. Green spune că acest lucru i-a marcat viața și l-a transformat într-un om mai bun, renunțând să mai vândă droguri. După acel incident, Professor Green se implică foarte mult în campanii împotriva sinuciderilor prin diferite documentare și emisiuni. În melodiile Goodnight și Forever Falling, de pe primul său album, regăsim versuri dedicate tatălui său.
Green spune că s-a apucat de rap din întâmplare. Era la o petrecere a unui prieten, unde toată lumea facea freestyle rap. Când a venit rândul său, aceasta a observat că se descurcă destul de bine la asta. După acel moment s-a inscris la un concurs de freestyle LyricPad pe care l-a și câstigat. Un scouter de la JumpOff l-a contactat dupa acel concurs, văzând că are potențial și i-a propus sa participe la concursul de rap JumpOff, concurs care i-a adus de altfel popularitatea. După câștigarea acelui concurs a primit și titlul de Cel mai bun rapper britanic. În iunie 2011, Green deținea recordul de 7 victorii consecutive la concursuri de battle rap. Întrebat de unde provine Green din numele său de scenă acesta a explicat ca derivă de la faptul ca aproape toată viața lui a vândut droguri.

## Carieră
Până la ora actuală Professor Green are 3 albume de studio, un mixtape si un EP.
Prima sa colaborare a fost cu Lily Allen, în single-ul Just Be Good To Green, de pe primul său album. De altfel, Green spune că Lily Allen i-a schimbat cariera muzicală în bine.

### 2010-2011 Alive Till I'm Dead
Green a confirmat lansarea primului său album pe contul lui de MySpace. Primul single, I Need You Tonight, a fost lansat pe 12 aprilie 2010. Acesta s-a clasat pe locul 2 în Marea Britanie și a primit certificat de argint. Al doilea său single este și cel care i-a adus popularitatea în întreaga lume, Just Be Good To Green, acesta aflându-se și în topul Billboard.
La o săptămână dupa, apare oficial și albumul și noua lui melodie intitulata Monster, un featuring cu rapper-ul britanic Example.
Albumul său a primit certificat GOLD cu peste 500,000 de vânzări.
Professor Green devine ambasadorul Puma din Marea Britanie.
Acesta urmează să-și deschida propria colecție de haine Honey Badger by Professor Green.

### 2011-2012 At Your Inconvenience
Al doilea album semnat Professor Green apare pe 31 octombrie 2011 și este intitulat At Your Inconvenience. Primul single de pe album, Read All About It (feat. Emeli Sandé), a fost lansat pe 21 octombrie 2011 și devine cea mai cunoscută melodie a celui mai bun rapper britanic. La doar câteva zile după lansare, ajunge direct pe locul 1 în top-uri, o performanță ce a ținut mult în acea perioadă.
Pe album găsim o colaborare dintre Green și Royce Da 5'9, celebrul partener al lui Eminem din formația Bad Meets Evil. Așa și-a făcut Green intrarea și în rap-ul american urmând o colaborare cu Royce și Papoose pentru melodia My Game.
Al doilea single al său se intitulează Never Be A Right Time și prezintă o frumoasă poveste de dragoste.
Al treilea single apare în aprilie 2012, cu titlul Remedy. Acesta iși lansează propria bere, Remedy, cu ingrediente pur englezești.
Avalon urmează sa fie al patrulea și ultimul său single de pe acest album. Avalon apare și în reclama energizantului Relentless, acolo unde Professor Green era ambasador.

### 2012-2014 Growing Up In Public
Pe 16 octombrie 2012, Puma și Professor Green lansează o colecție de haine semnată de Green.
După multe amânări datorită arestului și a spitalizării în urma unui accident de mașină în care Green este strivit de două mașini, apare și al treilea album al său Growing Up In Public.
Professor Green se reîntoarce în muzică cu un single promoțional care apare pe 3 iulie 2014 și se intitulează Not Your Man și care a avut un impact major la revenire în rândul fanilor.
Principalul single de pe acest album, Lullaby (feat. Tori Kelly), apare pe 14 septembrie 2014 și are un real succes, urmat de Little Secrets (feat. Mr. Probz).

## Filmografie

### Film și televiziune
| An   | Titlu                          | Rol             | Notă          |
| ---- | ------------------------------ | --------------- | ------------- |
| 2015 | Professor Green:Suicide and Me | Professor Green | Autobiografie |
| 2016 | Lip Sync Battle UK             | Prezentator     | TV Show       |

## Discografie
- 2010 - Alive Till I'm Dead
- 2011 - At Your Inconvenience
- 2014- Growing Up In Public

Mixtapes
- Lecture 1

EP
- The Green EP

## Premii si distinctii
- BT Digital Music Awards 2010
  - Breakthrough Artist of the Year
  - Best Newcomer
- MTV Europe Music Awards 2010
  - Best Push Act
- MTV Europe Music Awards
  - Best Rap Act
- MOBO Awards 2010
  - Best Newcomer
  - Best Song - "I Need You Tonight"
  - Best Hip Hop/Grime Act
- MP3 Awards 2010
  - Radio/ Charts/ Downloads - "Just Be Good to Green"
- Urban Music Awards 2010
  - Best Newcomer
  - Best Hip-Hop Act
  - Best Song - "I Need You Tonight"
- NME Awards 2011
  - Best Dancefloor Filler - "Jungle"